# 구미시 을 (1996년 선거구)
구미시 을은 대한민국의 옛 국회의원 선거구이다. 당시 경상북도 구미시의 일부 지역을 관할했다.

## 역사
1995년 1월, 구미시와 선산군이 통합되면서 통합 구미시가 출범했다. 이에 제15대 국회의원 선거를 앞두고 통합 구미시의 일부 지역을 관할하는 선거구로 신설되었다.
제16대 국회의원 선거를 앞두고 구미시 갑 선거구와, 구미시 을 선거구가 통합되면서 구미시 단독 선거구를 이루게 됨에 따라 폐지되었다.

## 역대 국회의원
| 선거   | 정당 | 정당     | 의원   |
| ------ | ---- | -------- | ------ |
| 1996년 |      | 신한국당 | 김윤환 |

## 역대 선거 결과

### 대한민국 제15대 국회의원 선거
|  | 55.74% |

|  | 36.01% |

|  | 4.01% |

|  | 2.70% |

|  | 1.52% |